# 毕力克庙 (正镶白旗)
毕力克庙，位于内蒙古自治区锡林郭勒盟正镶白旗，是一座藏传佛教格鲁派寺院。

## 简介
毕力克庙是原察哈尔盟的知名寺庙之一。陈炳宇等人组建察哈尔盟民主政府、内蒙古自治运动联合会察哈尔盟分会以来，中国共产党察哈尔盟工作委员会和察哈尔盟人民政府先后驻在扎格斯台庙（1947年1月、 1948年6月起）、查干乌拉庙（1947年3月至1948年6月）、哈拉哈庙（位于今正镶白旗）、毕力克庙（1947年5月）、沙拉盖庙（1947年5月）。2009年，在全国第三次文物普查中，正镶白旗文物部门的普查总面积达到6229平方公里，普查73处，新发现了阿布盖图石洞、呼恒陶拉盖（公主墓）、道希庙、毕力克庙等等古遗址。